# Kali hydroxide
Potassium hydroxide (công thức hóa học: KOH) là một kiềm mạnh có tính ăn mòn, tên thông dụng là bồ tạt ăn da. Nó là một chất rắn kết tinh màu trắng, ưa ẩm và dễ hòa tan trong nước. Phần lớn các ứng dụng của chất này đều do độ phản ứng của nó đối với acid và tính ăn mòn. Năm 2005, ước tính toàn cầu sản xuất 700.000–800.000 tấn hợp chất này, con số này bằng 1% sản lượng của NaOH. KOH là tiền chất của phần lớn xà phòng lỏng và mềm cũng như các hóa chất có chứa potassium khác.

## Tính chất
Tính chất của KOH tương tự NaOH, trong thực tế NaOH được sử dụng nhiều hơn.